# Labeobarbus intermedius
Labeobarbus intermedius es una especie de peces de la familia Cyprinidae, orden Cypriniformes.
Son peces dulceacuícolas africanos que pueden llegar alcanzar los 48,9 cm de longitud total.